# Diboran
Diboranul (denumit și boroetan) este un compus chimic din clasa boranilor, format din bor și hidrogen, cu formula B2H6. Este un compus gazos incolor, foarte instabil și piroforic, cu un miros neplăcut dulceag. Se amestecă cu aerul formând amestecuri explozive. Se aprinde spontan în aerul umed la temperatura camerei. 

## Obținere
Există mai multe metode de obținere a diboranului. Majoritatea reacțiilor presupun folosirea unor donori de ion hidrură în reacție cu halogenuri de bor și alcoxizi. Sinteza industrială a diboranului include reducerea trifluorurii de bor BF3 cu hidrură de sodiu, hidrură de litiu sau hidrură de litiu și aluminiu:
8 BF3  +  6 LiH  →  B2H6  +  6 LiBF4

## Proprietăți
Fiind un compus piroforic, diboranul reacționează exoterm cu oxigenul formând trioxid de bor și apă. Reacția este atât de exotermă încât s-a luat în considerare posibilitatea de a fi folosit ca și combustibil pentru rachete, dar nu a fost acceptat, fiind prea scump și greu de manipulat:
B2H6 + 3 O2 → B2O3 + 6 H2O (ΔHr = –2035 kJ/mol = –73.47 kJ/g)
Diboranul reacționează violent cu apa cu formare de hidrogen și acid boric:
B2H6 + 6 H2O → 2 B(OH)3 + 6 H2 (ΔHr = –466 kJ/mol = –16.82 kJ/g)
Diboranul de asemenea reacționează cu metanolul, obținându-se hidrogen și ester de trimetoxiborat:
B2H6 + 6 MeOH → 2 B(OMe)3 + 6 H2
Prin tratarea diboranului cu amalgam de sodiu se obține NaBH4 și Na[B3H8]
În mod similar, cu hidrură de litiu în eter dietilic se obține borohidrură de litiu
B2H6 + 2 LiH → 2 LiBH4
Diboranul reacționează cu clorura de hidrogen anhidră sau cu bromura de hidrogen gazoasă cu obținerea unei halohidruri de bor:
B2H6 + HX → B2H5X + H2      (X = Cl, Br)